# Maik Großekathöfer
Maik Großekathöfer (* 6. März 1972 in Gütersloh) ist ein deutscher Journalist und seit 1999 Redakteur des Nachrichtenmagazins Der Spiegel, wo er für das Ressort „Deutschland/Panorama“ schreibt.

## Leben
Großekathöfer wuchs in Gütersloh auf und sammelte erste journalistische Erfahrungen bei der westfälischen Tageszeitung Die Glocke. Nach dem Abitur studierte er von 1992 bis 1997 Publizistik, Germanistik und Politikwissenschaft an der Westfälischen Wilhelms-Universität Münster; seine Magisterarbeit schrieb er über Reportageschreiben: Handwerk oder Kunst? Bereits während des Studiums schrieb er als Praktikant für Bild, die Süddeutsche Zeitung und die Deutsche Presse-Agentur. Anschließend absolvierte er den 22. Lehrgang der Henri-Nannen-Schule in Hamburg mit Stationen bei der Frankfurter Rundschau, dem Stern und RTL aktuell. Seit November 1999 ist Maik Großekathöfer Redakteur beim Spiegel, wo er zunächst im Sport-Ressort tätig war. Von 2016 bis 2020 arbeitete er im Ressort „Gesellschaft/Reporter“, seither im Ressort „Deutschland/Panorama“. Großekathöfer ist Dozent an der Akademie der Bayerischen Presse. Er ist verheiratet, hat zwei Söhne und wurde für seine journalistische Arbeit mehrfach ausgezeichnet.

## Nominierungen und Auszeichnungen
- 2008: Transatlantischer Journalistenpreis USable
- 2016: Longlist Henri-Nannen-Preis (Dokumentation), gemeinsam mit Lukas Eberle[5]
- 2016: Nominierung Deutscher Reporterpreis (Reportage), gemeinsam mit Rafael Buschmann, Fiona Ehlers, Özlem Gezer, Guido Mingels, Claas Relotius und Takis Würger[6]
- 2017 Nominierung Henri-Nannen-Preis (Dokumentation), gemeinsam mit Rafael Buschmann, Fiona Ehlers, Özlem Gezer, Guido Mingels, Claas Relotius und Takis Würger[7]
- 2018: Plan Medienpreis für Kinderrechte, zusammen mit Barbara Hardinghaus
- 2020: Medienpreis des Berufsverband der Kinder- und Jugendärzte[8]
- 2021: Nominierung Deutscher Reporterpreis (Reportage)[9]
- 2021: Nominierung Deutscher Reporterpreis (Interview), zusammen mit Katja Thimm[10]
- 2022: Nominierung European Press Prize (Distinguished Reporting), zusammen mit Lukas Eberle[11]
- 2022: Nominierung Deutscher Reporterpreis (Reportage)[12]
- 2022: Nominierung Deutscher Reporterpreis (Essay), zusammen mit Katja Thimm[13]